# Sargocentron rubrum
Sargocentron rubrum är en fiskart som först beskrevs av Forsskål, 1775.  Sargocentron rubrum ingår i släktet Sargocentron och familjen Holocentridae. Inga underarter finns listade i Catalogue of Life.